# Městský hřbitov v Náchodě
Městský hřbitov v Náchodě (též Staroměstský hřbitov) je hlavní městský hřbitov v městské části Staré Město nad Metují v Náchodě. Nachází se na jihozápadním okraji města, v ulici Hřbitovní, v těsné blízkosti železniční trati 026. 

## Historie

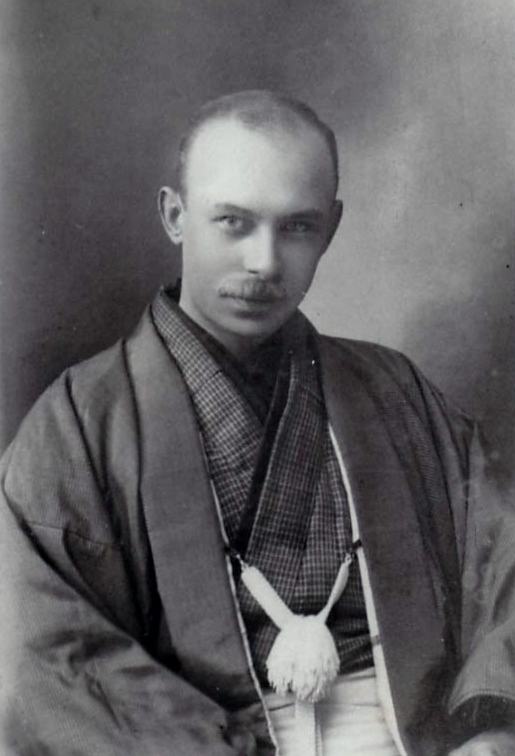
Jan Letzel (1880–1925), architekt a stavitel pohřbený na náchodském městském hřbitově

### Vznik
První hřbitov vznikl okolo původně raně gotického, dvakrát goticky přestavěného kostela svatého Jana Křtitele ve Starém Městě nad Metují v polovině 13. století. Pouze krátce se pohřbívalo u kostela sv. Michala, v hlavním kostele sv. Vavřince v centru města byla do hrobek ukládána vrchnost, kněží a nejvýznamnější měšťané. Hřbitov na Starém Městě tak po většinu doby slouží jako hlavní a jediný městský hřbitov, areál byl několikrát rozšiřován, z toho dvakrát ve 2. polovině 19. století. Židé z Náchoda a okolí pohřbívali na starém a od roku 1925 na novém židovském hřbitově. 
Roku 1866 byl po bitvě u Náchoda v rámci prusko-rakouské války na okraji města zřízen též vojenský hřbitov, zemřelí z lazaretů byli pohřbeni na staroměstském hřbitově. Roku 1876 zbudovala Rakouská společnost státní dráhy v blízkosti vojenského hřbitova železniční trať, která omezila zvětšování areálu severním směrem. Další vojenský hřbitov s pohřby ze sedmileté války a z roku 1866 se nachází u cesty mezi zámkem a Kramolnou, jeho součástí je pohřebiště majitelů zámku, rodu Schaumburg-Lippe.
Podél zdí areálu je umístěna řada hrobek významných obyvatel města, na hřbitově jsou pohřbeni i vojáci a legionáři bojující v první a druhé světové válce. 

### Po roce 1945
V druhé polovině 20. století byl hřbitov rozšířen o část k ukládání uren. V Náchodě se nenachází krematorium, ostatky zemřelých byly zpopelňovány zejména v krematoriu v Pardubicích, nyní povětšinou v krematoriu v Jaroměři.

## Osobnosti pohřbené na tomto hřbitově
- Josef Blahník (1918–1989) – římskokatolický duchovní, biskup „skryté církve“
- Rodina Škvoreckých – příbuzní spisovatele Josefa Škvoreckého
- Jan Letzel (1880–1925) – stavitel a architekt, autor tzv. Atomového domu v Hirošimě
- Karel Šafář (1938–2016) – malíř a grafik
- Josef Zeman (1867–1961) – pedagog